# スージー・バーニング
スージー・マクスウェル・バーニング（Susie Maxwell Berning、1941年7月22日 - 2024年10月2日）は、アメリカ合衆国の元女子プロゴルファー。1964年からLPGAツアーに参戦し、メジャー選手権4勝を含む通算11勝を挙げた。1964年から1968年までは旧姓のスージー・マクスウェルでプレーしていた。

## 経歴

### アマチュア時代
カリフォルニア州パサデナで生まれる。13歳のときに家族と共にオクラホマ州オクラホマシティに転居。15歳でゴルフを始めると、3年連続オクラホマ州高校選手権で優勝した。また、1959年から1961年までオクラホマシティ女子アマチュアを獲得。1963年にはオクラホマ州女子アマチュアで勝利。オクラホマシティ大学からゴルフ奨学金を受け取り、男子チームで競い合った最初の女性であり、アルファ・ファイ・ソロリティのメンバーであった。

### プロ転向後
プロ転向後1964年からLPGAツアーに参戦、LPGAルーキー・オブ・ザ・イヤーを獲得した。1965年、マスコギー・シヴィタン・オープンで初勝利を収めた。ツアーで通算11回優勝、特にメジャー選手権に強く、1965年の女子ウェスタンオープンと1968年、1972年、1973年の全米女子オープンを制した。しかし、20代後半からフォームが安定せず、マネーランキングのトップ10に入ったのは1969年が最後であった。常にフルタイムでプレーはしなかったが、長年ツアーに留まり1995年には13大会でプレーした。最後のツアー参戦は1996年であった。
ツアー引退後はニコラス・フリック・ゴルフ・アカデミー、後にはカリフォルニア州パーム・スプリングスのリザーブ・クラブとコロラド州アスペンのマルーン・クリーク・カントリー・クラブで後進の指導にあたり、尊敬を集める指導者となった。彼女にはロビン・ドクターとシンディ・モルチャニーという2人の娘がいる。

### 晩年
2021年に世界ゴルフ殿堂入り。
全米ゴルフ協会によると、2024年10月2日に死去した。83歳没。

## プロ戦績

### LPGAツアー (11勝)
| 凡例                            |
| LPGAツアー メジャー選手権 (4勝) |
| その他のLPGAツアー (7勝)        |

| No. | 日付          | トーナメント                         | スコア                | ストローク差 | 2位の選手                                                                     |
| --- | ------------- | ------------------------------------ | --------------------- | ------------ | ----------------------------------------------------------------------------- |
| 1   | 1965年5月16日 | マスコギー・シヴィタン・オープン     | −3 (71-72-70=213)     | 5打差        | キャシー・コーネリアス ジュディ・キンボール ミッキー・ライト                  |
| 2   | 1965年6月13日 | 女子ウェスタンオープン               | −2 (73-72-76-69=290)  | 3打差        | マリーン・ヘギー                                                              |
| 3   | 1967年4月2日  | ルイーズ・サグス・インビテーショナル | +8 (75-72-77=224)     | プレーオフ   | サンドラ・ヘイニー                                                            |
| 4   | 1967年6月18日 | ミルウォーキージェイシーオープン     | E (68-73-75=216)      | 5打差        | バーバラ・ロマック ジュディ・キンボール ジュディ・ランキン ペギー・ウィルソン |
| 5   | 1968年7月7日  | 全米女子オープン                     | +5 (69-73-76-71=289)  | 3打差        | ミッキー・ライト                                                              |
| 6   | 1969年6月8日  | レディ・カーリング・オープン         | −6 (69-74-70=213)     | 1打差        | ドナ・カポニ                                                                  |
| 7   | 1969年6月22日 | パブスト・レディース・クラシック     | −5 (69-71-71=211)     | 1 stroke     | ドナ・カポニ クリフォード・アン・クリード シャーリー・エングルホーン          |
| 8   | 1972年7月2日  | 全米女子オープン                     | +11 (79-76-73-71=299) | 1打差        | キャシー・アハーン パム・バーネット ジュディ・ランキン                        |
| 9   | 1973年6月24日 | ヘリテージ・ヴィレッジ・オープン     | −12 (68-70-69=207)    | 4打差        | サンドラ・ヘイニー                                                            |
| 10  | 1973年7月22日 | 全米女子オープン                     | −3 (73-77-69-72=290)  | 5打差        | グロリア・エーレット シェリー・ハムリン                                       |
| 11  | 1976年7月25日 | レディー・キーストーン・オープン     | −1 (72-71-72=215)     | 3打差        | パット・ブラッドリー サンドラ・ヘイニー                                       |

LPGAツアー プレーオフの記録 (1勝1敗)
| No. | 年     | トーナメント                         | 対戦相手                     | 結果                                |
| --- | ------ | ------------------------------------ | ---------------------------- | ----------------------------------- |
| 1   | 1966年 | レディ・カーリング・オープン         | クリフォード・アン・クリード | 1ホール目相手のバーディーにより敗退 |
| 2   | 1967年 | ルイーズ・サグス・インビテーショナル | サンドラ・ヘイニー           | 2ホール目バーディーで勝利           |

### その他の勝利 (2勝)
- 1975年: レディー・キーストーン・オープン（英語版）
- 1997年: スプリント・シニア・チャレンジ

## メジャー選手権

### 勝利 (4勝)
| 年     | 選手権                 | スコア                | ストローク差 | 2位の選手                                              |
| ------ | ---------------------- | --------------------- | ------------ | ------------------------------------------------------ |
| 1965年 | 女子ウェスタンオープン | −2 (73-72-76-69=290)  | 3打差        | マリーン・ヘギー                                       |
| 1968年 | 全米女子オープン       | +5 (69-73-76-71=289)  | 3打差        | ミッキー・ライト                                       |
| 1972年 | 全米女子オープン       | +11 (79-73-76-71=299) | 1打差        | キャシー・アハーン パム・バーネット ジュディ・ランキン |
| 1973年 | 全米女子オープン       | +2 (72-77-69-72=290)  | 5打差        | グロリア・エーレット シェリー・ハムリン                |